# Joseph Delaney (Schriftsteller)

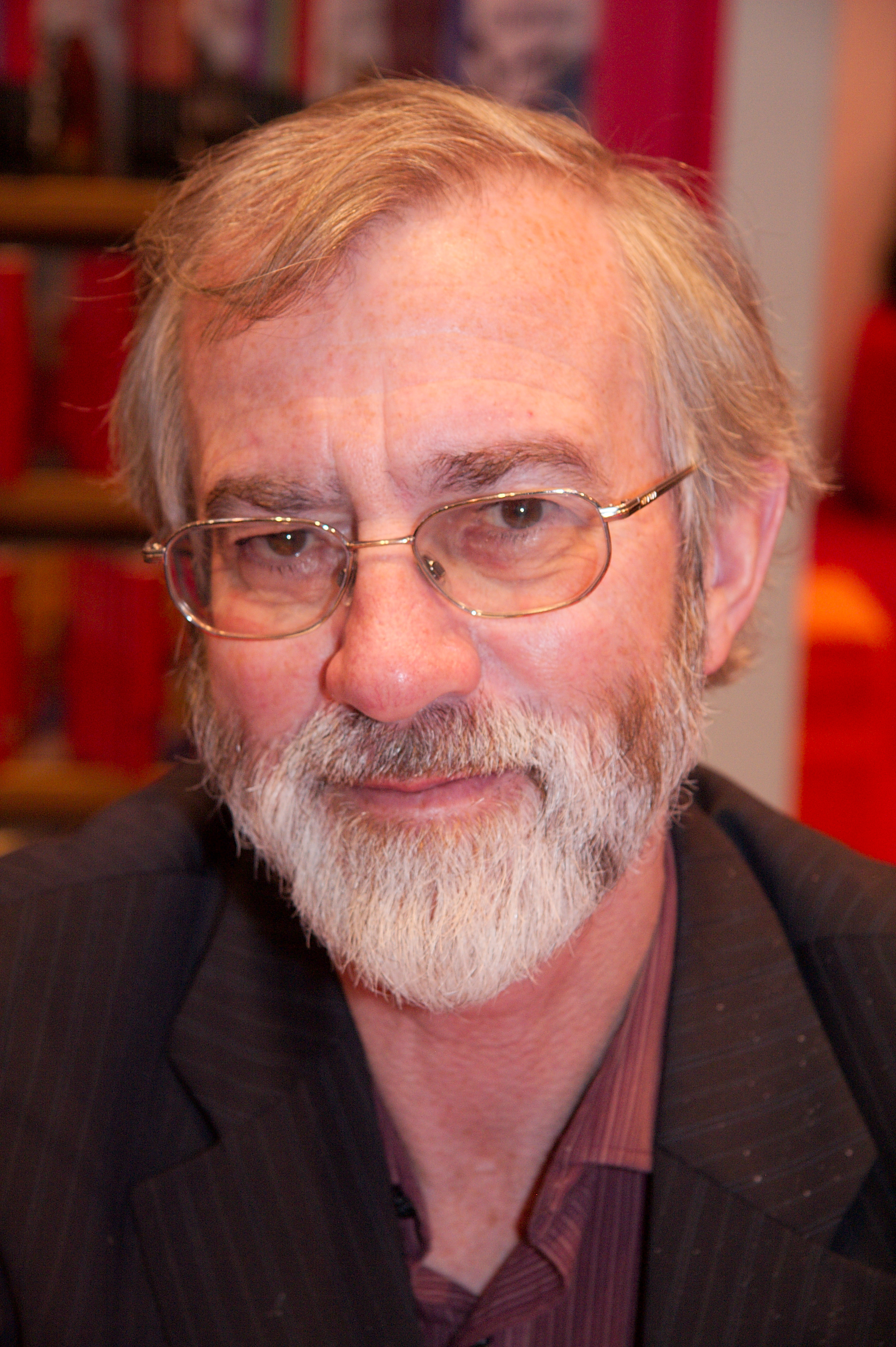
Joseph Delaney (2008)

Joseph Henry Delaney (* 25. Juli 1945 in Preston, Lancashire, England; † 16. August 2022) war ein britischer Autor von Fantasy-Büchern. Bekannt wurde er insbesondere durch die Jugendbücher des Spook-Zyklus.

## Leben
Delaney studierte an der Lancaster University und versuchte sich dann an einer technischen Ausbildung, bevor er als Englischlehrer am Blackpool Sixth Form College unterrichtete. Dort war er Mitbegründer des Media and Film Studies Departments. Zu dieser Zeit begann er auch mit dem Verfassen erster Texte.
Sein erster Roman, den er unter dem Pseudonym J. K. Haderack veröffentlichte, blieb weitgehend unbeachtet. Ab dem Jahr 2004 erschienen die ersten Bücher des Spook-Zyklus (The Wardstone Chronicles). Die Bücher um den Geisterjäger Thomas Ward wurden zu einem großen Erfolg. Nach der Veröffentlichung des zweiten Teils kündigte Delaney seine Anstellung, um sich vollständig dem Schreiben zu widmen.
Delaney war Vater von drei Kindern und lebte in Manchester. Er starb am 16. August 2022 im Alter von 77 Jahren.

## Werke (Auswahl)

### Originalausgaben

#### Wardstone Chronicles
- The Spook’s Apprentice.  Bodley Head 2004, ISBN 978-0-370-32826-3.
- The Spook’s Curse. Bodley Head 2005, ISBN 0-370-32827-2.
- The Spook’s Secret. Bodley Head 2006, ISBN 0-370-32828-0.
- The Spook’s Battle. Bodley Head 2007, ISBN 0-370-32892-2.
- The Spook’s Mistake. Bodley Head 2008, ISBN 0-370-32931-7.
- The Spook’s Sacrifice. Bodley Head 2009, ISBN 978-0-370-32932-1.
- The Spook’s Nightmare. Bodley Head 2010, ISBN 978-0-370-33200-0 (Nachdruck in den Vereinigten Staaten als Rise of the Huntress.).
- The Spook’s Destiny.  Bodley Head 2011,  ISBN 978-0-370-33180-5 (Nachdruck in den Vereinigten Staaten als Rage of the Fallen.).
- The Spook’s I Am Grimalkin. Bodley Head, ISBN 978-0-370-33205-5 (Nachdruck in den Vereinigten Staaten als Grimalkin, the witch assassin.).
- The Spook’s Blood. Bodley Head 2012, ISBN 978-0-370-33181-2 (Nachdruck in den Vereinigten Staaten als Lure of the Dead.).
- The Spook’s Slither’s Tale. Bodley Head 2012 (Nachdruck in den Vereinigten Staaten als Slither.).
- The Spook’s Alice. Bodley Head 2013, ISBN 978-0-370-32980-2 (Nachdruck in den Vereinigten Staaten als I am Alice.).
- The Spook’s Revenge. Bodley Head 2013, ISBN 978-0-370-33204-8 (Nachdruck in den Vereinigten Staaten als The Last Apprentice: Fury of the Seventh Son.).

#### Starblade Chronicles
- Spook’s: A New Darkness. Bodley Head 2014, ISBN 978-0-370-33221-5.
- Spook's: The Dark Army. Bodley Head 2016, ISBN 978-0-370-33223-9.
- Spook's: The Dark Assassin. Bodley Head 2017, ISBN 978-0-370-33219-2.

#### Brother Wulf
- Brother Wulf. Penguin Books 2020, ISBN 978-0-241-41650-1.
- Wulf's bane. Penguin Books 2021, ISBN 978-0-241-41652-5.
- Brother Wulf : The Last Spook. Puffin 2022, ISBN 978-0-241-56845-3.

### Kurzgeschichten, Sonderausgaben und Spin-offs
- The Spook’s Tale/Interception Point. Kurzgeschichte, kombiniert mit Interception Point von Mark Walden als Sonderausgabe für den World Book Day UK 2009[4]
- The Last Apprentice: The Spook’s Tale And Other Horrors. Sammlung von vier Kurzgeschichten (The Spook’s Tale, Alice’s Tale, Grimalkin’s Tale, A Gallery of Villians), 2009.
- The Spook’s Stories: Witches. Sammlung von vier Kurzgeschichten (Meg Skelton, Dirty Dora, Alice And The Brain Guzzler, The Banshee Witch). In den Vereinigten Staaten veröffentlicht als The Last Apprentice – A Coven of Witches. 2009, ISBN 0-370-32996-1.
- The Spook’s Bestiary. A guidebook to the creatures found in The Wardstone Chronicles universe. In den Vereinigten Staaten veröffentlicht als The Last Apprentice – The Spook's Bestiary: The Guide to Creatures of the Dark. 2010.

### Bisher veröffentlichte deutsche Übersetzungen
- Joseph Delaney: Spook – Der Schüler des Geisterjägers. cbj, 2006, ISBN 3-570-13045-2, Neuauflage foliant Verlag 2023, ISBN 978-3-910522-01-5.
- Joseph Delaney: Spook – Der Fluch des Geisterjägers. cbj, 2007, ISBN 3-570-13046-0, Neuauflage foliant Verlag 2023, ISBN 978-3-910522-02-2.
- Joseph Delaney: Spook – Das Geheimnis des Geisterjägers.  cbj, 2007, ISBN 978-3-570-13047-6, Neuauflage foliant Verlag 2023, ISBN 978-3-910522-03-9.
- Joseph Delaney: Spook – Der Kampf des Geisterjägers. cbj, 2008, ISBN 978-3-570-13399-6, Neuauflage foliant Verlag 2023, ISBN 978-3-910522-03-9.
- Joseph Delaney: Spook – Die Feinde des Geisterjägers. cbj, 2013, ISBN 978-3-570-22448-9, Neuauflage foliant Verlag 2023, ISBN 978-3-910522-05-3.
- Joseph Delaney: The Spook's – Das Opfer des Geisterjägers. foliant Verlag 2023, ISBN 978-3-910522-06-0.
- Joseph Delaney: The Spook's – Der Albtraum des Geisterjägers. foliant Verlag 2023, ISBN 978-3-910522-07-7.